# Sotto a chi tocca!
Sotto a chi tocca! è un film italiano del 1972 diretto da Gianfranco Parolini.

## Trama
Un acrobata riesce a spodestare il tiranno Fregonese, ad instaurare una piccola democrazia e a liberare l'amata Edna. Spera nell'ovazione del popolo, ma rimane amaramente deluso.

## Produzione
Il film è stato girato a San Leo (RN), all'epoca in provincia di Pesaro, e nella chiesa e convento di Sant'Igne. La colonna sonora è stata composta da Sante Maria Romitelli.